# Dinotrema sagittatum
Dinotrema sagittatum är en stekelart som beskrevs av Robert A.Wharton 2002. Dinotrema sagittatum ingår i släktet Dinotrema och familjen bracksteklar. Inga underarter finns listade i Catalogue of Life.